# Stade El Sardinero
 (avril 2025).
Si vous disposez d'ouvrages ou d'articles de référence ou si vous connaissez des sites web de qualité traitant du thème abordé ici, merci de compléter l'article en donnant les références utiles à sa vérifiabilité et en les liant à la section « Notes et références ».
Los Campos de Sport de El Sardinero ou simplement El Sardinero ("Le sardinier") est le stade du Racing Santander. Il fut inauguré le 20 août 1988. Sa capacité est de 22 222 places. Les tribunes sont de couleur vertes et forment les lettres « RACING »

## Présentation
Il est construit en 1988 à côté des anciens Terrains de sport d'El Sardinero de 1913.
Le stade du Sardinero se trouve dans le quartier du même nom, connu pour ses deux grandes plages bordées de jardins et accueillant le casino de la ville. Le stade est proche du palais des expositions et du moderne palais des sports inauguré en 2003 et surnommé « la baleine » en raison de sa forme.

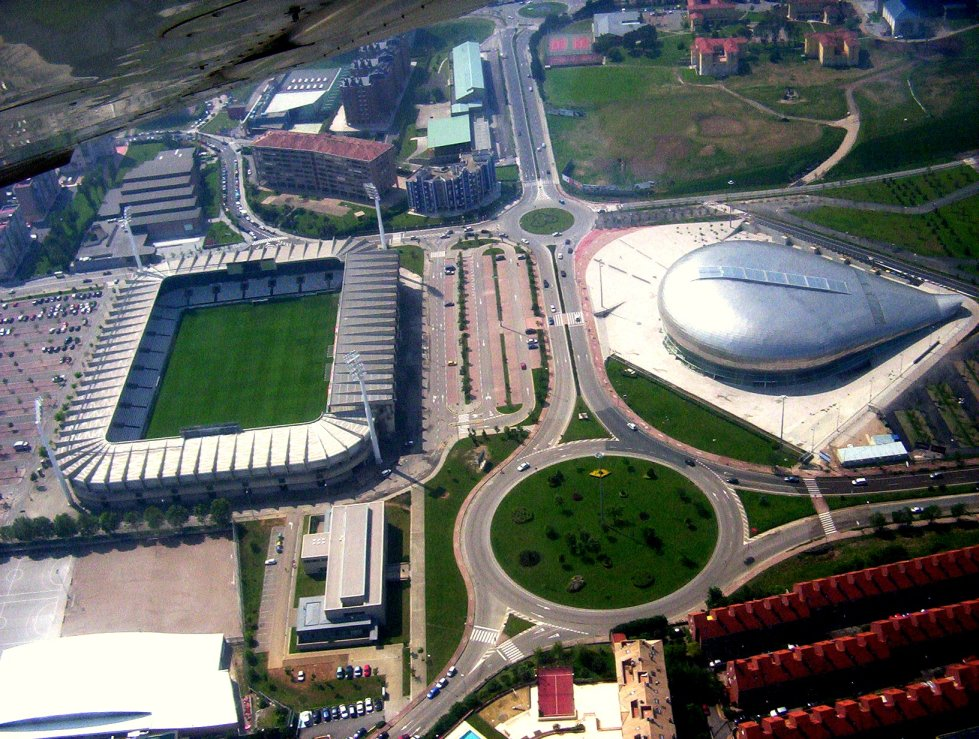
Vue aérienne du stade du Sardinero et du palais des Sports de Santander.